# Kacper Przybyłko
Kacper Przybyłko (Bielefeld, 25 marzo 1993) è un calciatore polacco con cittadinanza tedesca, attaccante svincolato.

## Biografia
Nato a Bielefeld, Przybyłko proviene da una famiglia di sportivi di origine polacca. Suo fratello gemello, Jakub, anche lui è un calciatore, ed è entrato a far parte del Greuther Fürth nel 2014, e più tardi ha giocato con la seconda squadra in Regionalliga. Suo fratello maggiore Mateusz è un altista che rappresenta la Germania a livello internazionale.

## Carriera

### Club

#### Colonia
Il 31 gennaio 2012, Przybyłko ha lasciato l'Arminia Bielefeld per accasarsi alla seconda squadra del Colonia.

#### Greuther Fürth
Dopo la fine del suo prestito al Bielefeld nell'estate 2014, ha rescisso il contratto che lo legava al Colonia e si è trasferito al Greuther Fürth, firmando un contratto triennale valido fino al 2017. È stato descritto come un giocatore duro e bravo a gestire il pallone.

#### Kaiserslautern
Przybyłko ha firmato con il Kaiserslautern nel luglio 2015 e ha segnato due gol al suo esordio con la sua nuova squadra. Nell'estate 2018 è stato svincolato dal club.
Nell'agosto 2018, è stato in prova con il Magdeburgo in 2. Bundesliga.

#### Philadelphia Union e prestito ai Bethlehem Steel
Nel settembre 2018, Przybylko ha firmato con i Philadelphia Union, formazione della Major League Soccer, per il resto della stagione 2018, con l'opzione per la stagione 2019. Nonostante non abbia collezionato presenze con il club statunitense nel 2018, la sua opzione è stata ritirata prima della stagione 2019.
Prima dell'inizio della stagione 2019, Pryzbylko è stato girato in prestato ai Bethlehem Steel, una filiale degli Union, che partecipano alla USL Championship. Pryzbylko ha fatto il suo esordio contro i Birmingham Legion e ha segnato il primo gol della stagione degli Steel.

#### Chicago Fire
Il 22 gennaio 2022 passa al Chicago Fire.

#### Lugano
Il 16 febbraio 2024 viene ceduto al Lugano.

### Nazionale
Przybyłko ha giocato per la nazionale polacca Under-21.

## Statistiche

### Presenze e reti nei club
Statistiche aggiornate al 16 marzo 2025.
| Stagione                  | Squadra                   | Campionato                | Campionato | Campionato | Coppe nazionali | Coppe nazionali | Coppe nazionali | Coppe continentali | Coppe continentali | Coppe continentali | Altre coppe | Altre coppe | Altre coppe | Totale | Totale |
| Stagione                  | Squadra                   | Comp                      | Pres       | Reti       | Comp            | Pres            | Reti            | Comp               | Pres               | Reti               | Comp        | Pres        | Reti        | Pres   | Reti   |
| ------------------------- | ------------------------- | ------------------------- | ---------- | ---------- | --------------- | --------------- | --------------- | ------------------ | ------------------ | ------------------ | ----------- | ----------- | ----------- | ------ | ------ |
| 2011-gen. 2012            | Arminia Bielefeld II      | NRW-Liga                  | 13         | 15         |                 | -               | -               |                    | -                  | -                  |             | -           | -           | 13     | 15     |
| 2011-gen. 2012            | Arminia Bielefeld         | 3L                        | 2          | 0          | CG              | 0               | 0               |                    | -                  | -                  |             | -           | -           | 2      | 0      |
| gen.-giu. 2012            | Colonia II                | RL                        | 17         | 10         |                 | -               | -               |                    | -                  | -                  |             | -           | -           | 17     | 10     |
| 2012-2013                 | Colonia II                | RL                        | 20         | 11         |                 | -               | -               |                    | -                  | -                  |             | -           | -           | 20     | 11     |
| 2013-gen. 2014            | Colonia II                | RL                        | 2          | 0          |                 | -               | -               |                    | -                  | -                  |             | -           | -           | 2      | 0      |
| Totale Colonia II         | Totale Colonia II         | Totale Colonia II         | 39         | 21         |                 | -               | -               |                    | -                  | -                  |             | -           | -           | 39     | 21     |
| 2012-2013                 | Colonia                   | 2L                        | 15         | 1          | CG              | 2               | 0               |                    | -                  | -                  |             | -           | -           | 17     | 1      |
| 2013-gen. 2014            | Colonia                   | 2L                        | 8          | 1          | CG              | 0               | 0               |                    | -                  | -                  |             | -           | -           | 8      | 1      |
| Totale Colonia            | Totale Colonia            | Totale Colonia            | 23         | 2          |                 | 2               | 0               |                    | -                  | -                  |             | -           | -           | 25     | 2      |
| gen.-giu. 2014            | Arminia Bielefeld         | 2L                        | 14+2       | 4+1        | CG              | -               | -               |                    | -                  | -                  |             | -           | -           | 16     | 5      |
| 2014-2015                 | Greuther Fürth            | 2L                        | 32         | 5          | CG              | 1               | 0               |                    | -                  | -                  |             | -           | -           | 33     | 5      |
| 2015-2016                 | Kaiserslautern            | 2L                        | 30         | 7          | CG              | 2               | 0               |                    | -                  | -                  |             | -           | -           | 32     | 7      |
| 2016-2017                 | Kaiserslautern            | 2L                        | 14         | 2          | CG              | 0               | 0               |                    | -                  | -                  |             | -           | -           | 14     | 2      |
| 2017-2018                 | Kaiserslautern            | 2L                        | 1          | 0          | CG              | 0               | 0               |                    | -                  | -                  |             | -           | -           | 1      | 0      |
| Totale Kaiserslautern     | Totale Kaiserslautern     | Totale Kaiserslautern     | 45         | 9          |                 | 3               | 0               |                    | -                  | -                  |             | -           | -           | 47     | 9      |
| apr. 2018                 | Kaiserslautern II         | OL                        | 3          | 0          |                 | -               | -               |                    | -                  | -                  |             | -           | -           | 3      | 0      |
| 2019                      | Bethlehem Steel           | USLC                      | 2          | 3          |                 | -               | -               |                    | -                  | -                  |             | -           | -           | 2      | 3      |
| 2019                      | Philadelphia Union        | MLS                       | 26         | 15         | USOC            | 0               | 0               |                    | -                  | -                  |             | -           | -           | 26     | 15     |
| 2020                      | Philadelphia Union        | MLS                       | 20+1       | 7+0        |                 | -               | -               |                    | -                  | -                  | MisB        | 6           | 1           | 27     | 8      |
| 2021                      | Philadelphia Union        | MLS                       | 34+3       | 12+0       |                 | -               | -               | CCL                | 6                  | 5                  |             | -           | -           | 43     | 17     |
| Totale Philadelphia Union | Totale Philadelphia Union | Totale Philadelphia Union | 80+4       | 34+0       |                 | 0               | 0               |                    | 6                  | 5                  |             | 6           | 1           | 96     | 40     |
| 2022                      | Chicago Fire              | MLS                       | 25         | 5          | USOC            | 1               | 0               |                    | -                  | -                  |             | -           | -           | 26     | 5      |
| 2023                      | Chicago Fire              | MLS                       | 25         | 4          | USOC            | 3               | 2               |                    | -                  | -                  | LC          | 3           | 0           | 31     | 6      |
| Totale Chicago Fire       | Totale Chicago Fire       | Totale Chicago Fire       | 50         | 9          |                 | 4               | 2               |                    | -                  | -                  |             | 3           | 0           | 57     | 11     |
| feb.-giu. 2024            | Lugano                    | SL                        | 3          | 1          | CS              | 1               | 0               |                    | -                  | -                  | -           | -           | -           | 4      | 1      |
| 2024-2025                 | Lugano                    | SL                        | 20         | 4          | CS              | 4               | 3               | UCL+UEL+UECL       | 2+2+8              | 0                  | -           | -           | -           | 36     | 7      |
| Totale Lugano             | Totale Lugano             | Totale Lugano             | 23         | 5          |                 | 5               | 3               |                    | 12                 | 0                  |             | -           | -           | 40     | 8      |
| Totale carriera           | Totale carriera           | Totale carriera           | 332        | 107        |                 | 14              | 5               |                    | 18                 | 5                  |             | 9           | 1           | 373    | 118    |

## Palmarès

### Club

#### Competizioni nazionali
- MLS Supporters' Shield: 1

Philadelphia Union: 2020

### Individuale
- Capocannoniere della CONCACAF Champions League: 1

2021 (5 reti)
- Squadra della stagione della CONCACAF Champions League: 1

2021